# 奧特尼夸山脈

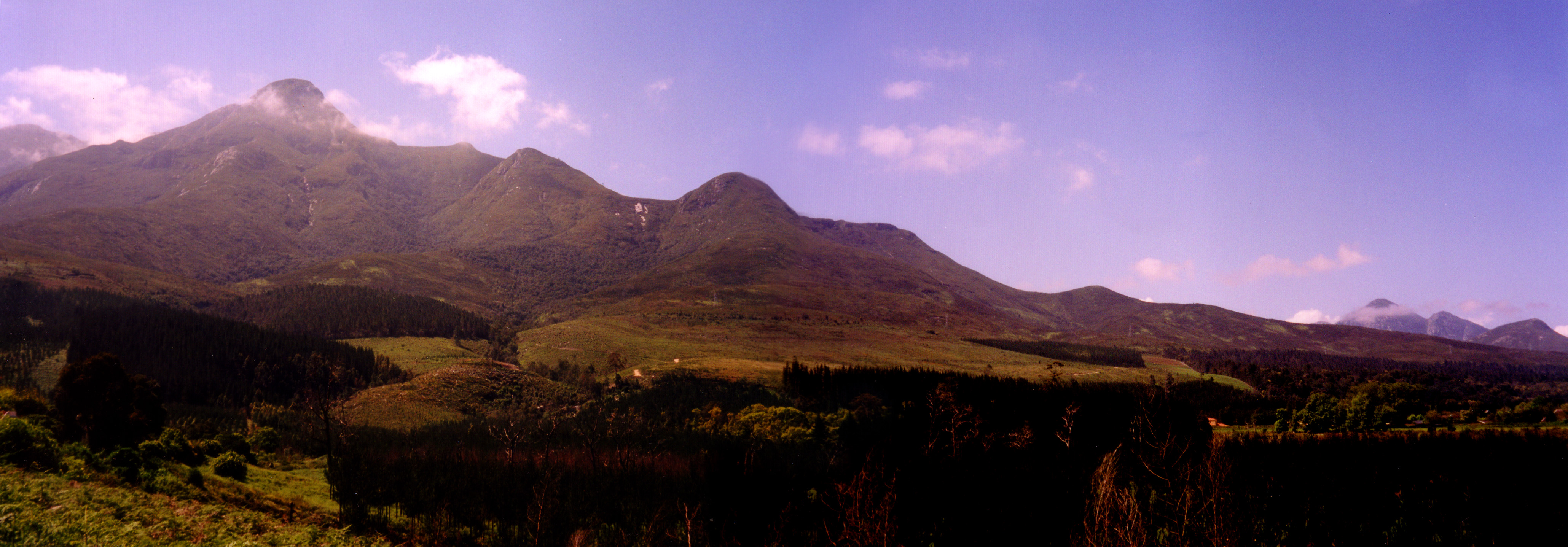

奧特尼夸山脈是南非的山脈，位於該國西南部西開普省，最高點海拔高度1,675米，該山區有數條常流河，是少量非洲象的棲息地。
33°45′S 23°00′E / 33.750°S 23.000°E